# Puttigny

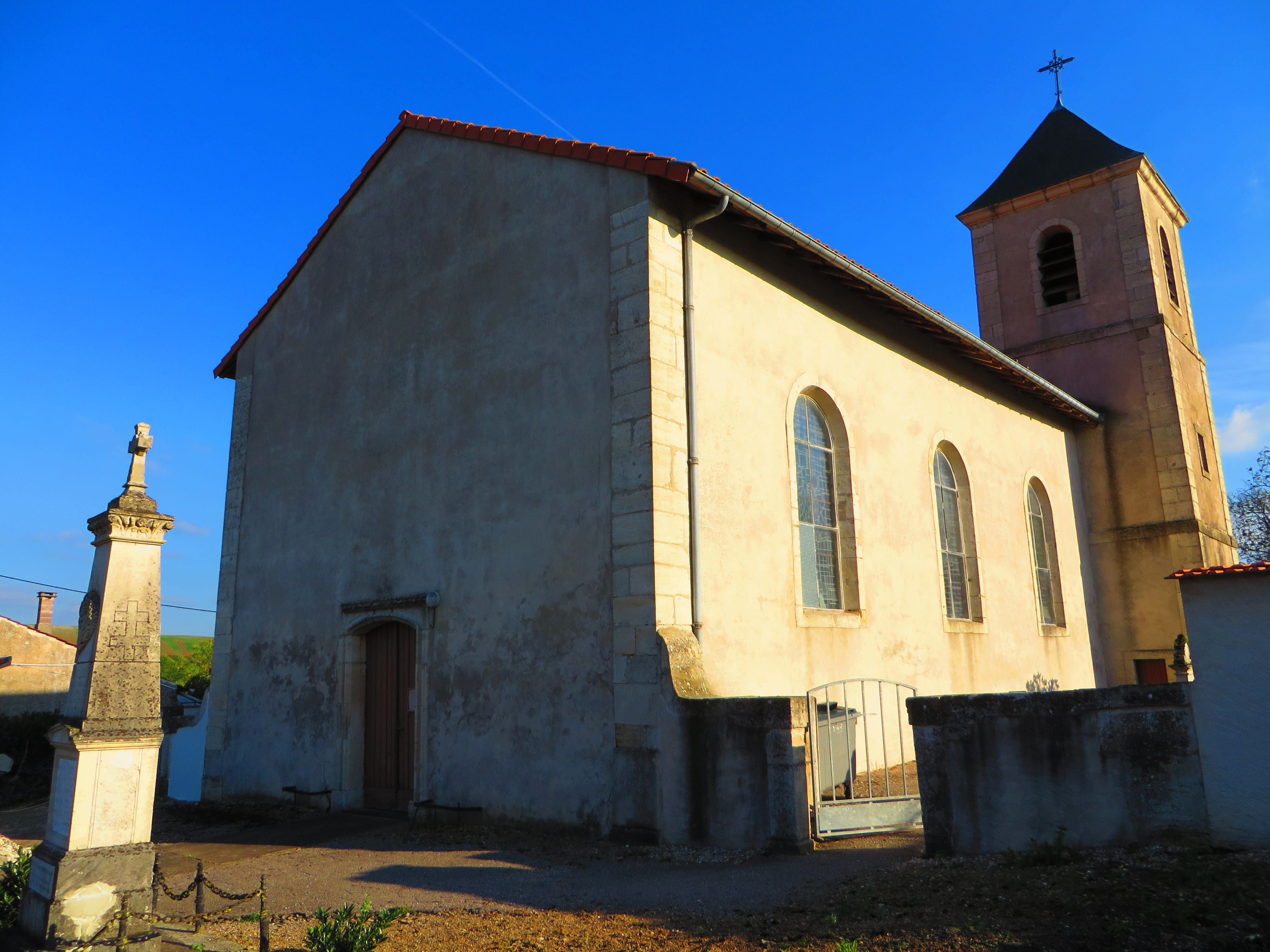
Kirche Notre-Dame

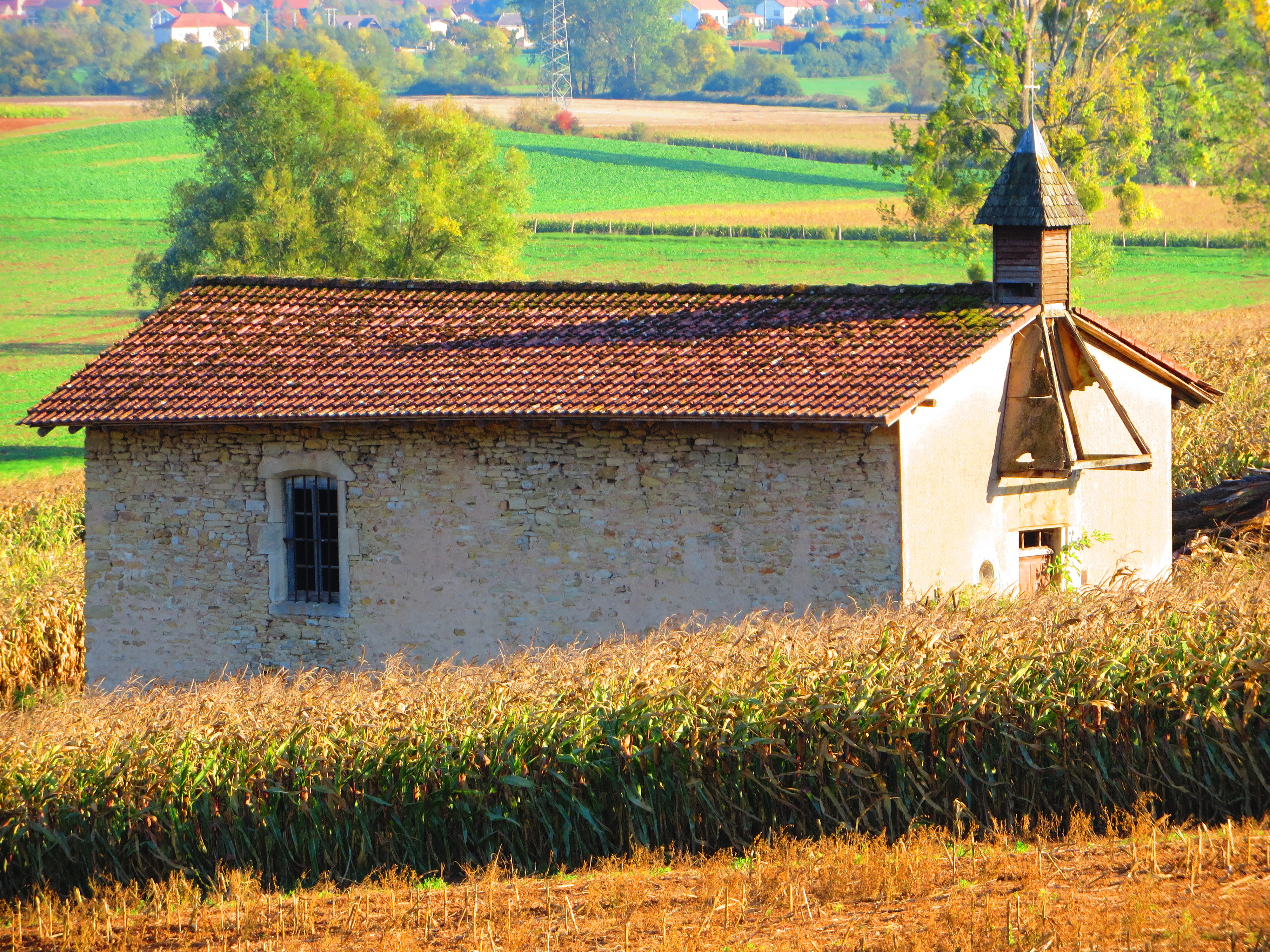
Kapelle St. Ursula

Puttigny ist eine französische Gemeinde mit 74 Einwohnern (Stand 1. Januar 2022) im Département Moselle in der Region Grand Est (bis 2015 Lothringen). Sie gehört zum Arrondissement Sarrebourg-Château-Salins.

## Geographie
Puttigny liegt an der Petite Seille, etwa 35 Kilometer nordöstlich von Nancy im Saulnois (Salzgau) auf einer Höhe zwischen 205 und 267 m über dem Meeresspiegel. Das Gemeindegebiet umfasst 7,47 km².

## Geschichte
Die Ortschaft wurde 957 von Regimboud der Abtei Sankt Arnulf in Metz gegeben und kam später an das Herzogtum Lothringen. Das Dorf steht auf der Stelle einer gallorömischen Villa. Überlieferte  ältere Ortsbezeichnungen sind Petigneit (1280), Putheigney, Pethigney, Putigney (1445) und Puteny (1478). Südwestlich des Dorfs lag auf dessen Gemarkung der Hof Hédival oder Édival, der der Rest eines alten Schlosses mit Sitz einer Herrschaft ist und der 1296 als La ville de Hudival erwähnt wurde.
An dem von Puttigny nach Hédival führenden Weg lag der eingegangene Ort Vertignécourt oder  Vetricourt, der 782 als Vecterneia curtis in pago Salninse erwähnt wird. An der Stelle dieses alten Orts stand früher ein Haus des Templerordens, das die Schweden im Dreißigjährigen Krieg bis auf die Kirche zerstörten.
Im Gemeindewappen wird an die Geburt der Jungfrau Maria, der Patronin der Kirche (Halbmond), an die Wallfahrt der Heiligen Ursula und an eine örtliche „Wunderquelle“ erinnert.
Durch den Frankfurter Frieden vom 10. Mai 1871 kam die Region an das deutsche Reichsland Elsaß-Lothringen, und das Dorf wurde dem Kreis Château-Salins im Bezirk Lothringen zugeordnet. Die Dorfbewohner betrieben eine Mühle. Nach dem Ersten Weltkrieg musste die Region aufgrund der Bestimmungen des Versailler Vertrags 1919 an Frankreich abgetreten werden und wurde Teil des Département Moselle. Im Zweiten Weltkrieg war die Region von der deutschen Wehrmacht besetzt.
Deutsche Bezeichnungen für das Dorf waren Püttingen (1915–1918) bzw. Pütten (1940–1944).

### Bevölkerungsentwicklung
| Jahr                       | 1962 | 1968 | 1975 | 1982 | 1990 | 1999 | 2007 | 2019 |
| Einwohner                  | 104  | 109  | 77   | 82   | 99   | 87   | 70   | 80   |
| Quellen: Cassini und INSEE |      |      |      |      |      |      |      |      |

## Belege
1. 1 2  Eugen H. Th. Huhn: Deutsch-Lothringen. Landes-, Volks- und Ortskunde, Stuttgart 1875, S. 484 (books.google.de).
2. 1 2  Franz Xaver Kraus: Kunst und Alterthum in Elsass-Lothringen. Beschreibende Statistik. Band III, Friedrich Bull, Straßburg 1886, S. 853 (books.google.de).
3. ↑  Franz Xaver Kraus: Kunst und Alterthum in Elsass-Lothringen. Beschreibende Statistik. Band III, Friedrich Bull, Straßburg 1886, S. 106 (books.google.de).
4. ↑  Wappenbeschreibung auf genealogie-lorraine.fr (französisch)